# Theater am Werk Petersplatz

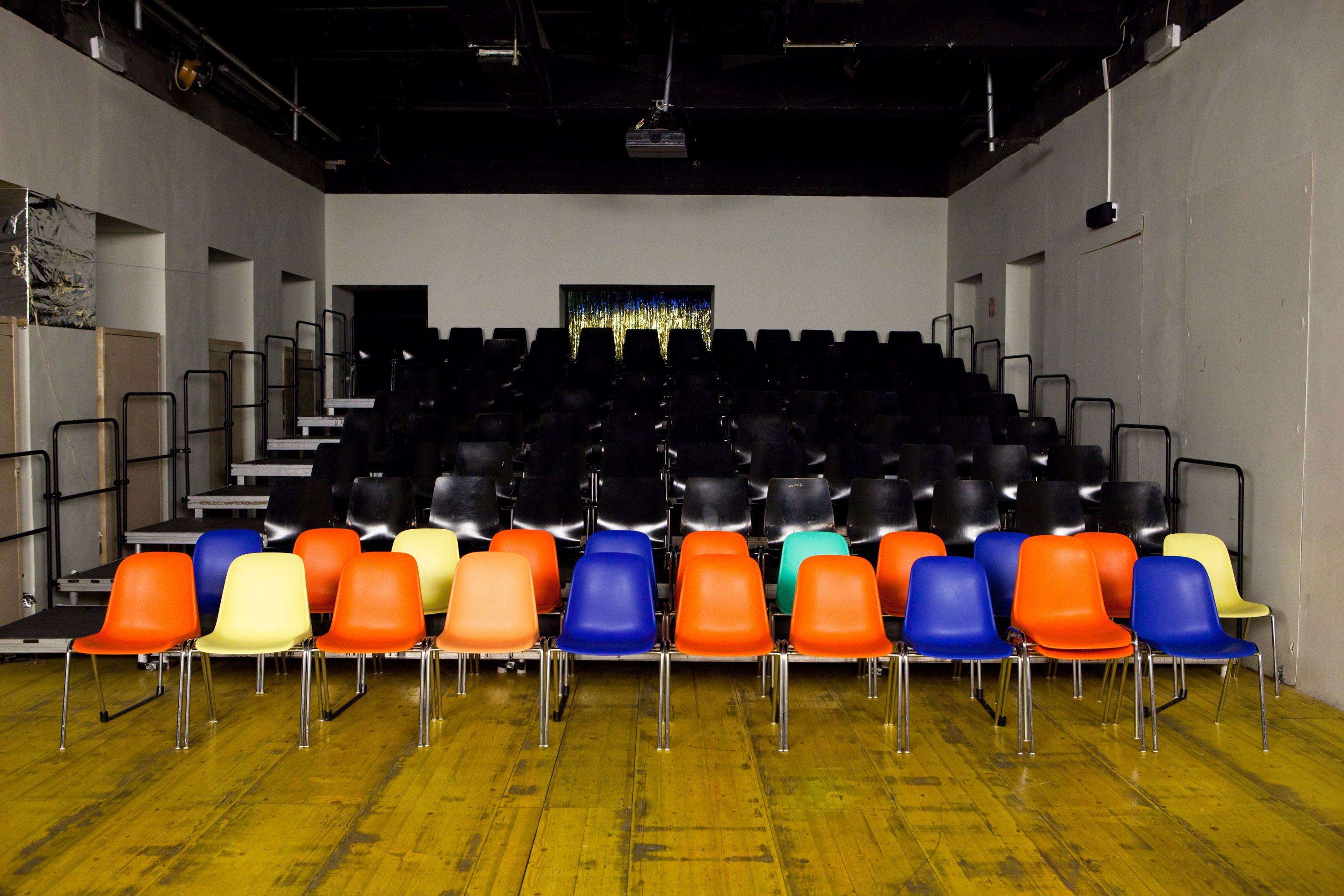
Aufführungssaal Garage 1

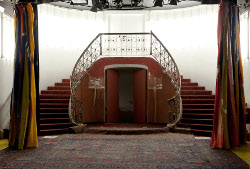
Fatty-George-Treppe

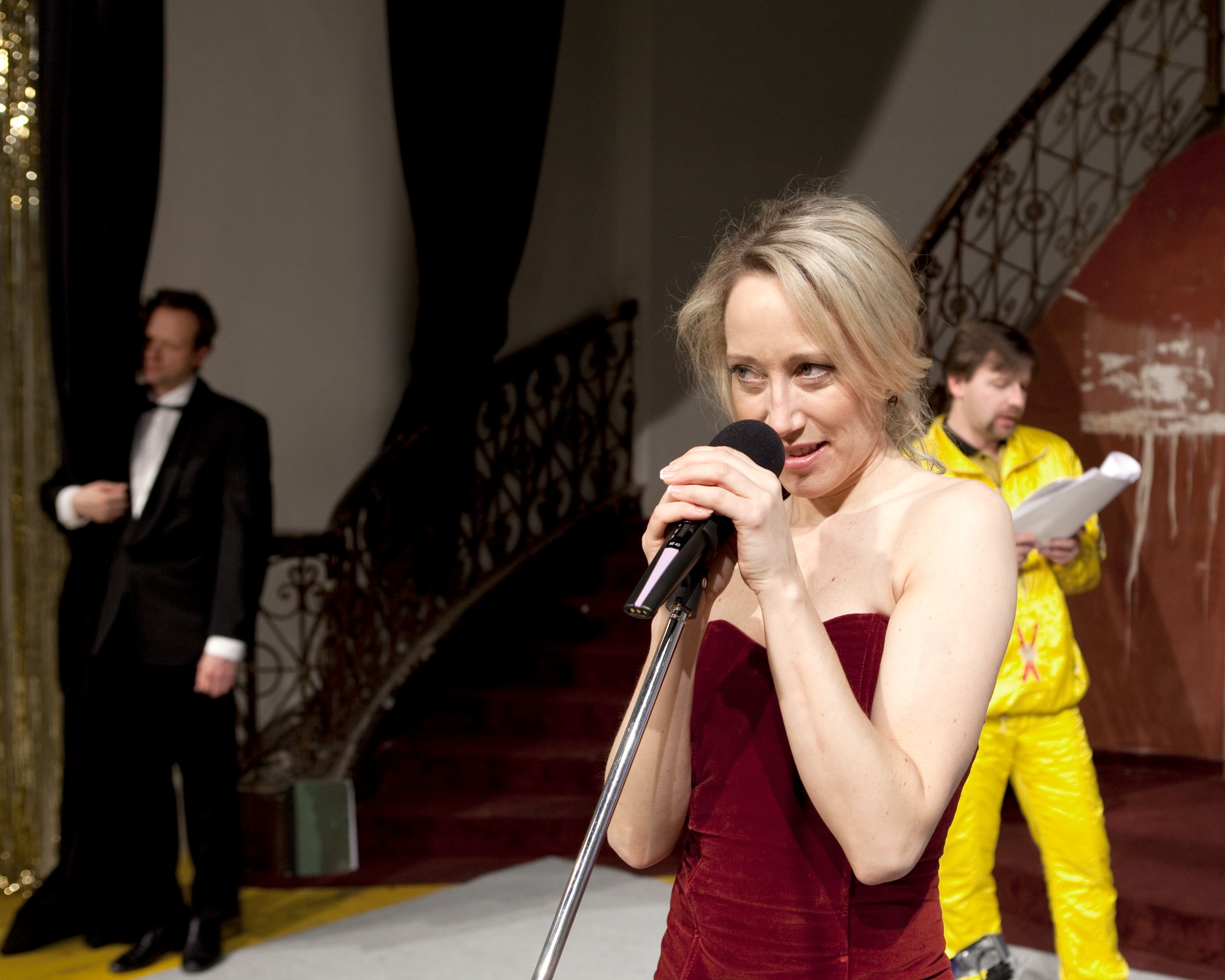
Theaterstück: Auf Basis der aktuellen Eigenkapitalerfordernisse von nur vier Prozent stellt dies kein Problem dar

Theater am Werk Petersplatz (früher WerkX-Petersplatz, Garage X Theater Petersplatz bzw. , Werk X Eldorado bzw. Ensemble Theater) ist ein Theater im 1. Wiener Gemeindebezirk Innere Stadt am Petersplatz.

## Geschichte

### Spielstätte
Das Theater befindet sich im Keller eines Gründerzeithauses am Petersplatz 1. Diese Räumlichkeiten werden seit Ende des 19. Jahrhunderts kulturell genutzt, bereits 1873 gab es die erste Erwähnung über ein Kellerlokal. Im Oktober 1958 eröffnete der Klarinettist Fatty George Fatty's Saloon. Jazzmusiker wie Louis Armstrong waren hier zu hören, bis Fatty's Saloon 1963 geschlossen wurde. Danach war das Art-Center (mit der Einrichtung des Saloons), ein Bohemetreff, bis 1966 in Betrieb.

### Ensemble Theater
Die Räumlichkeiten wurden 1982 wiederbelebt, als feste Bühne von Theaterleiter Dieter Haspels Theatergruppe. Unter dem Namen Ensemble Theater spielte die Gruppe in unmittelbarer Nähe ihres Entstehungsortes, des Café Einfalt in der Goldschmiedgasse. Das Ensemble Theater und die neuen Theaterräumlichkeiten wurden vom damaligen Kulturstadtrat Helmut Zilk eingeweiht und mit Bertolt Brechts Dreigroschenoper in der Inszenierung des künstlerischen Leiters Dieter Haspel, eröffnet. Zeitgenössische Autoren wie Wolfgang Bauer und Heinz Rudolf Unger, Heiner Müller, Botho Strauss u. v. a. standen neben weiteren Brechtstücken auf dem Spielplan.

### Garage X
2009 wurde das Theater von Harald Posch und Ali Abdullah von Dieter Haspel, der das Theater über dreißig Jahre künstlerisch leitete, übernommen. Die beiden Theatermacher initiierten unter dem Namen DRAMA X bereits zahlreiche Veranstaltungen an verschiedenen Spielorten in Wien. Nach einer Sanierung wurde das ehemalige Ensemble Theater unter dem Namen Garage X Theater Petersplatz unter neuer künstlerischer Leitung am 27. November 2009 wiedereröffnet.

### Werk X Petersplatz
Mit der Spielzeit 2014/2015 wurde die Garage X mit dem ehemaligen „Stadtlabor Kabelwerk“ im 12. Wiener Gemeindebezirk Meidling zusammengelegt. Fortan sollen im neuen Werk X in Meidling großformatige Produktionen in Zusammenarbeit mit Stadt- und Staatstheatern im deutschsprachigen Raum gezeigt werden, während das „WERK X Petersplatz“, wie die Spielstätte am Petersplatz nun genannt wird, als kuratierte Spielstätte für die freie Szene Wiens zur Verfügung steht. Künstlerische Leiterin des Werk X Petersplatz war 2018 bis 2023 Cornelia Anhaus.

### Theater am Werk
Mit der Spielzeit 2023/24 übernahm Esther Holland-Merten die künstlerische Leitung der Bühne, die ab da als Theater am Werk unter der gemeinsamen künstlerischen Leitung mit dem ehemaligen WerX im Kabelwerk steht.

## Auszeichnungen
Bei der Nestroy-Gala im November 2012 erhielt das Theater den renommierten Wiener Theaterpreis in der Kategorie „Spezialpreis“ für die gesamte Spielzeit 2011/2012.

## Allgemeines
Es stehen an der Spielstätte zwei Bühnenräume mit einem gemeinsamen Foyer zur Verfügung. Der künstlerische Betrieb ist durch eine 4-Jahres-Förderung der Stadt Wien gesichert.